# 최동준
최동준(崔東俊, 1959년 8월 10일 ~ )은 대한민국의 연기자이다. 그는 텔레비전 드라마에서 주로 명문가 집안 후손 또는 장군(將軍) 역으로 자주 출연하는 배우이다.
그는 1982년 영화 《안개마을》의 단역으로 영화배우 첫 데뷔하였고 이듬해 1983년 영화 《나비 품에서 울었다》에 주연하였다.

## 소속
- 전국해동검도협회 명예회장

## 주요 출연작

### TV 드라마
- 1993년 MBC 정치드라마 《제3공화국》... 장경순 역
- 1995년 KBS 대하드라마 《서궁》 ... 죽천 이덕형 역
- 1995년 SBS 정치드라마 《코리아게이트》 ... 김진기 역
- 1996년 KBS 대하드라마 《용의 눈물》... 익안대군 역
- 1998년 SBS 정치드라마 《삼김시대》... 강창성 역
- 1998년 KBS 주말드라마 《야망의 전설》 ... 김진욱 역
- 2001년 SBS 대하드라마 《여인천하》... 파릉군 역
- 2002년 SBS 대하드라마 《야인시대》... 김좌진 역
- 2003년 KBS 대하드라마 《무인시대》... 조위총 역
- 2003년 SBS 월화드라마 《왕의 여자》... 정인홍 역
- 2004년 SBS 대하드라마 《장길산》... 명근스님 역
- 2004년 KBS 대하드라마 《불멸의 이순신》... 도도 다카토라 역
- 2004년 SBS 주말극장  《작은 아씨들》... 박이사 역
- 2005년 SBS 월화드라마 《서동요》... 신라 진평왕(김백정) 역
- 2006년 KBS 대하드라마 《대조영》... 조문홰 역
- 2008년 KBS 대하드라마 《대왕 세종》... 어허리 역
- 2009년 KBS 대하드라마 《천추태후》... 대도수 역
- 2010년 KBS 월화드라마 《성균관 스캔들》 ... 대사헌 문근수 역
- 2010년 KBS 수목드라마 《프레지던트》... 조상진 역
- 2011년 KBS 대하드라마 《광개토태왕》... 개연수 역
- 2013년 KBS 대하드라마 《대왕의 꿈》... 연개소문 역

### 영화
- 1980년 《불새》
- 1983년 《안개 마을》
- 1983년 《불의 딸》
- 1983년 《나비 품에서 울었다》
- 1983년 《이 한몸 돌이 되어》
- 1984년 《흐르는 강물을 어찌 막으랴》
- 1985년 《오싱》
- 1986년 《티켓》... 만수 역
- 1987년 《불씨》
- 1987년 《비창》... 기병렬 역
- 1988년 《둥지 속의 철새》
- 1988년 《목밀녀》
- 1989년 《매춘 2》... 진호 역
- 1990년 《화녀》
- 1991년 《애마부인 5》... 남편 역
- 1991년 《개벽》... 계동 역
- 1991년 《비 개인 오후를 좋아하세요?》... 백수 역
- 1992년 《서글픈 사랑의 시작》... 강진호 역
- 1992년 《타악기의 계절》... 시현 역
- 1992년 《여비서 클럽》
- 1992년 《시비시비》... 권영철 역
- 1992년 《가슴에 돋는 칼로 슬픔을 자르고》... 정복춘 역
- 1993년 《벗어버린 사슬》
- 1993년 《참견은 노 사랑은 오예》 ... 기호 부 역
- 1993년 《서울 엠마누엘》
- 1993년 《에로스》... 임도수 역
- 1993년 《서편제》... 송도상 역
- 1994년 《장미빛 인생》... 기관 간부 역
- 1994년 《태백산맥》... 심재모 역
- 1996년 《나에게 오라》... 학생 3 역
- 1996년 《축제》... 동팔 역
- 1996년 《보스》... 길수 역
- 1997년 《불새》... 박 실장 역
- 1997년 《창》
- 1999년 《만날 때까지》... 김 사무관 역
- 2005년 《혈의 누》... 이지상 역

### 뮤직비디오
- 버즈《겁쟁이》

## 경력
- 연극 《아버지침묵》,《콜렉터》
- 전국해동검도협회 명예회장

## 기타사항
- 아버지 최성호 (본명 : 최돌선) 1922 - 1997 영화배우